# Communauté de communes de l’Yser
Die Communauté de communes de l’Yser ist ein am 30. Dezember 1996 gegründeter, ehemaliger französischer Gemeindeverband (Communauté de communes) im Département Nord und der Region Nord-Pas-de-Calais. 
2014 fusionierte der Gemeindeverband mit der Communauté de communes des Hauts de Flandre und wurde damit ausgelöst.

## Mitglieder
| Code INSEE | Gemeinde        | Maire                 | Einwohner (1999) | Fläche   | Bev.dichte    | Delegierte |
| ---------- | --------------- | --------------------- | ---------------- | -------- | ------------- | ---------- |
| 59089      | Bollezeele      | Marie-Joseph Dubreucq | 1 382 Einw.      | 1 754 ha | 78 Einw./km²  |            |
| 59111      | Broxeele        | Christian Hiden       | 269 Einw.        | 377 ha   | 71 Einw./km²  |            |
| 59210      | Esquelbecq      | Jean Michel Devynck   | 2 124 Einw.      | 1 270 ha | 167 Einw./km² |            |
| 59305      | Herzeele        | Régis Laporte         | 1 293 Einw.      | 1 717 ha | 75 Einw./km²  |            |
| 59337      | Lederzeele      | Michel Delforge       | 562 Einw.        | 864 ha   | 65 Einw./km²  |            |
| 59338      | Ledringhem      | Christian Delassus    | 507 Einw.        | 701 ha   | 72 Einw./km²  |            |
| 59397      | Merckeghem      | Guy Deram             | 540 Einw.        | 1 073 ha | 50 Einw./km²  |            |
| 59433      | Nieurlet        | René Deboudt          | 934 Einw.        | 1 025 ha | 91 Einw./km²  |            |
| 59628      | Volckerinckhove | Jean-Paul Monsterleet | 487 Einw.        | 988 ha   | 49 Einw./km²  |            |
| 59663      | Wormhout        | René Kerckhove        | 4 984 Einw.      | 2 741 ha | 181 Einw./km² |            |
| 59666      | Zegerscappel    | Béatrice Ryckebusch   | 1 200 Einw.      | 1 740 ha | 68 Einw./km²  |            |
| Gesamt     | 11 Gemeinden    |                       | 14 282 Einw.     | 14250 ha | 100 Einw./km² |            |

## Quelle
- Le SPLAF - (Website zur Bevölkerung und Verwaltungsgrenzen in Frankreich (frz.))